# Flon (Fluss)
Der Flon ist ein 11,5 Kilometer langer Fluss im Bezirk Lausanne im Kanton Waadt in der Schweiz. Er durchquert das Zentrum von Lausanne und ist ein prägendes Element der Topographie dieser Stadt. Früher mündete er direkt in den Genfersee und heute ist er in seinem Unterlauf ein Teil der regionalen Stadtentwässerung, wobei das saubere Wasser aus dem Oberlauf und das weiter unten in der Stadt eingeleitete Abwasser einen getrennten Weg zum See nehmen. Die Flusslandschaft des Flon hat sich mit dem Ausbau der technischen Infrastruktur der Stadt vom 19. bis zum 21. Jahrhundert stark verändert. Im ehemaligen Flusstal im Stadtzentrum ist das Quartier Le Flon entstanden.
Der Name des Gewässers kommt vom lateinischen Wort flumen, das in der Antike ein Fliessgewässer bedeutete. Daraus ist in der frankoprovenzalischen Sprache die Form flon geworden, die als Name kleinerer Flüsse in der Westschweiz an vielen Stellen vorkommt, in der Nähe von Lausanne etwa auch beim Flon Morand, einem Quellbach der Paudèze. Vom Namen eines anderen so benannten Gewässers kommt der Ortsname der neuen freiburgischen Gemeinde Le Flon.

## Flusslandschaft und Stadtgeschichte

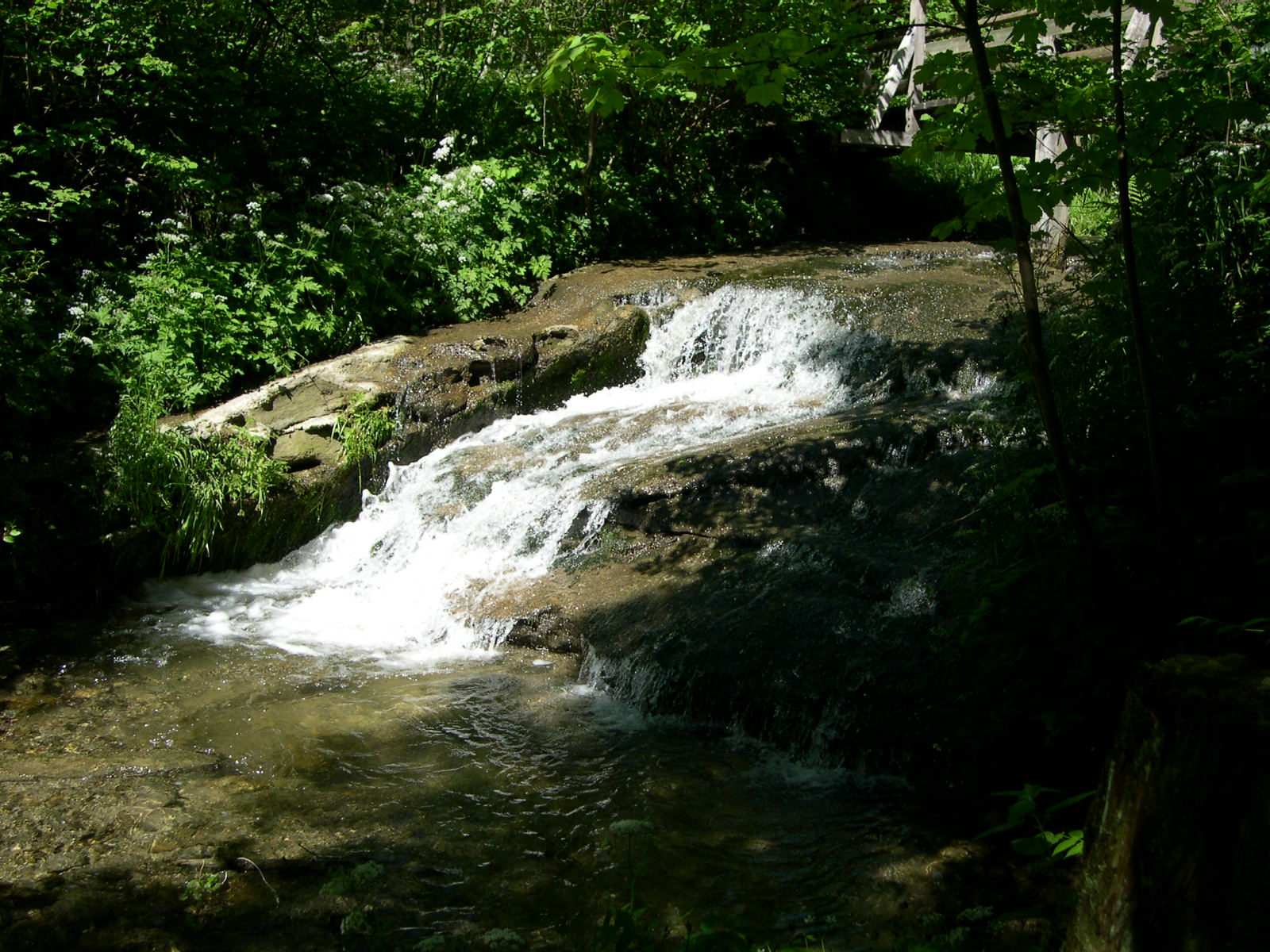
Wasserfall des Flon

### Oberlauf
Die Quellen des Flon befinden sich in der ausgedehnten Waldlandschaft Les Liaises, die zum grössten Teil in der Region der Zones foraines auf dem Gebiet der Stadt Lausanne und zu einem kleinen Teil im Gebiet von Epalinges liegt. Die Hauptquelle entspringt am nördlichen Rand des Golfplatzes von Lausanne auf der Gemeindegrenze bei der Route de Ballègue. Im etwa einen Quadratkilometer grossen Waldgebiet, das zum Hochland des Jorat gehört, speisen rund ein Dutzend weitere kurze Quellbäche den Flon. Die Bäche beginnen in der Nähe der kontinentalen Hauptwasserscheide zwischen den Einzugsgebieten der Rhone und des Rheins. Nahe bei der Flonquelle liegt der Ursprung des Talent, der gegen Norden dem Neuenburgersee zufliesst und ein Nebenfluss vierter Ordnung des Rheins ist.
Das Einzugsgebiet des Flon grenzt an die Flächen von vier andern Fliessgewässern. Neben dem Talent im Norden sind dies drei weitere Flüsse und Bäche, die das Bergland von Lausanne und des Jorat zum Genfersee entwässern. Auf der Westseite des Flon mündet die Chamberonne, deren Zufluss La Mèbre aus dem Jorat kommt, am Stadtrand von Lausanne in den See. Auf der Ostseite des Flon entwässern die Vuachère und die Paudèze einen Teil des Stadtgebiets.
Der Flon hat in der Waldlandschaft westlich von Epalinges ein gegen Süden laufendes, zunehmend tieferes und teilweise schluchtartiges Tal aus dem anstehenden Molassefelsen gegraben. In der tiefen Senke, die streckenweise von Fusswegen erschlossen ist, verläuft die Grenze zwischen den Gemeinden Epalinges im Osten und Le Mont-sur-Lausanne im Westen. Von links mündet hier der aus Epalinges kommende Seitenbach Ruisseau de Vaugueny in den Fluss.
Nördlich des Stadtquartiers Vennes verläuft das Flusstal einen Kilometer weit in westlicher Richtung. Von der Wohn- und Gewerbesiedlung La Clochatte in Mont-sur-Lausanne aus, wo von rechts der zweite Zufluss La Valleyre in den Flon mündet, ist das Tal wieder gegen Süden ausgerichtet, und von dieser Stelle an liegt der weitere Flusslauf bis zum Genfersee ganz im Gebiet der Stadt Lausanne. Durch das Tal führt ein Wanderweg, der auch einen Abschnitt des Schweizer Jakobsweges (nationale Wanderroute 4) bildet.

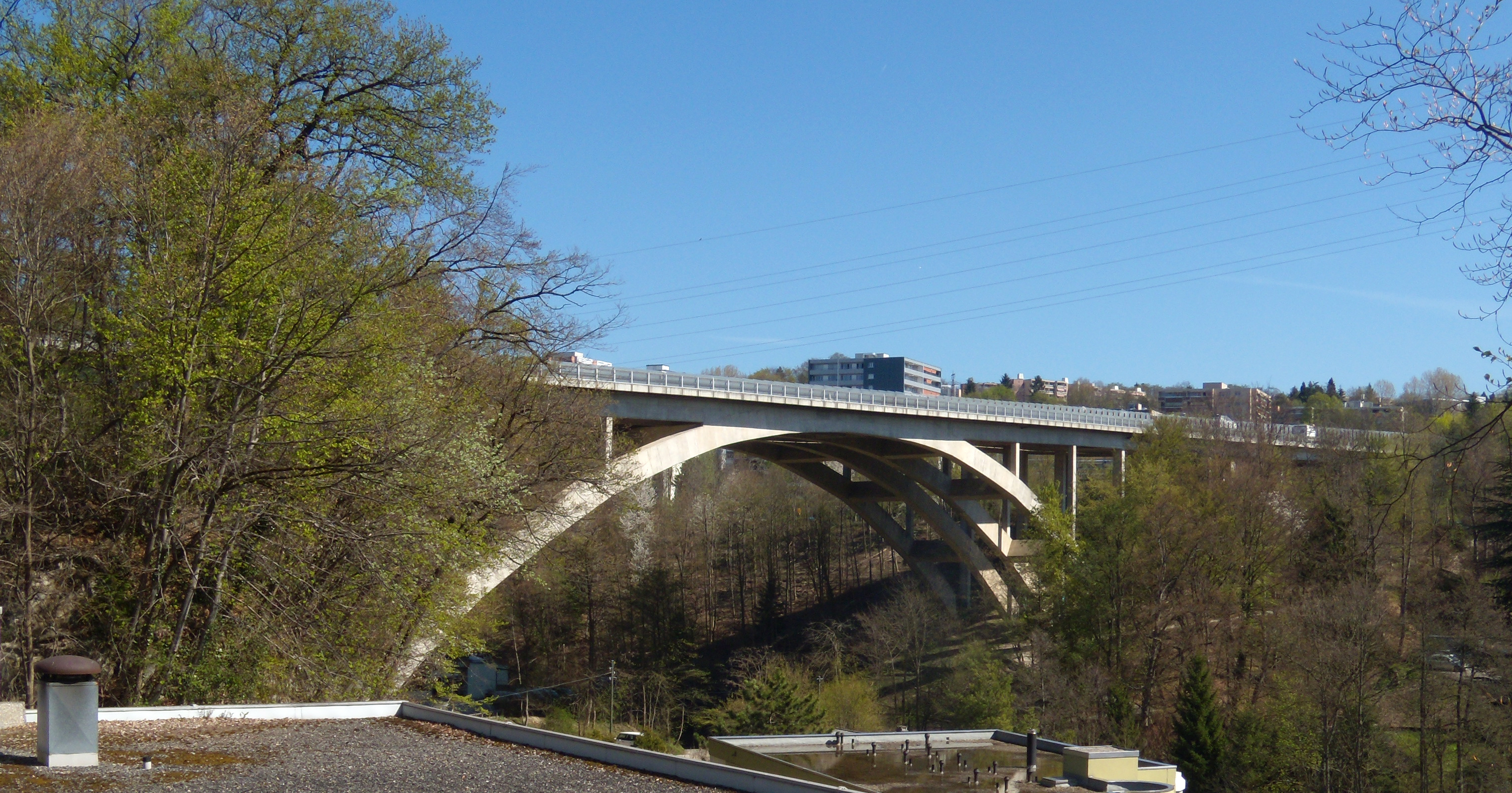
Autobahnbrücke Viaduc de la Chocolatière oder Pont du Flon

Die Autobahn A9 und eine Quartierstrasse überqueren das Tal bei Pré-Fleuri. Der doppelte Autobahnviadukt mit der Bezeichnung Viaduc de la Chocolatière oder auch Pont du Flon ist 430 Meter lang, überspannt das Tobel 50 Meter über dem Fluss auf 120 Meter weiten Betonbögen und das Vorland auf 11 Betonstützen. Der Name Viaduc de la Chocolatière kommt von einer ehemaligen Schokoladenfabrik, die in der Nähe der Baustelle über dem Flon stand. Das Brückenbauwerk entstand kurz vor der Landesausstellung 1964, die im Mündungsgebiet des Flon stattfand, als Teil der Umfahrungsstrasse der Agglomeration Lausanne.

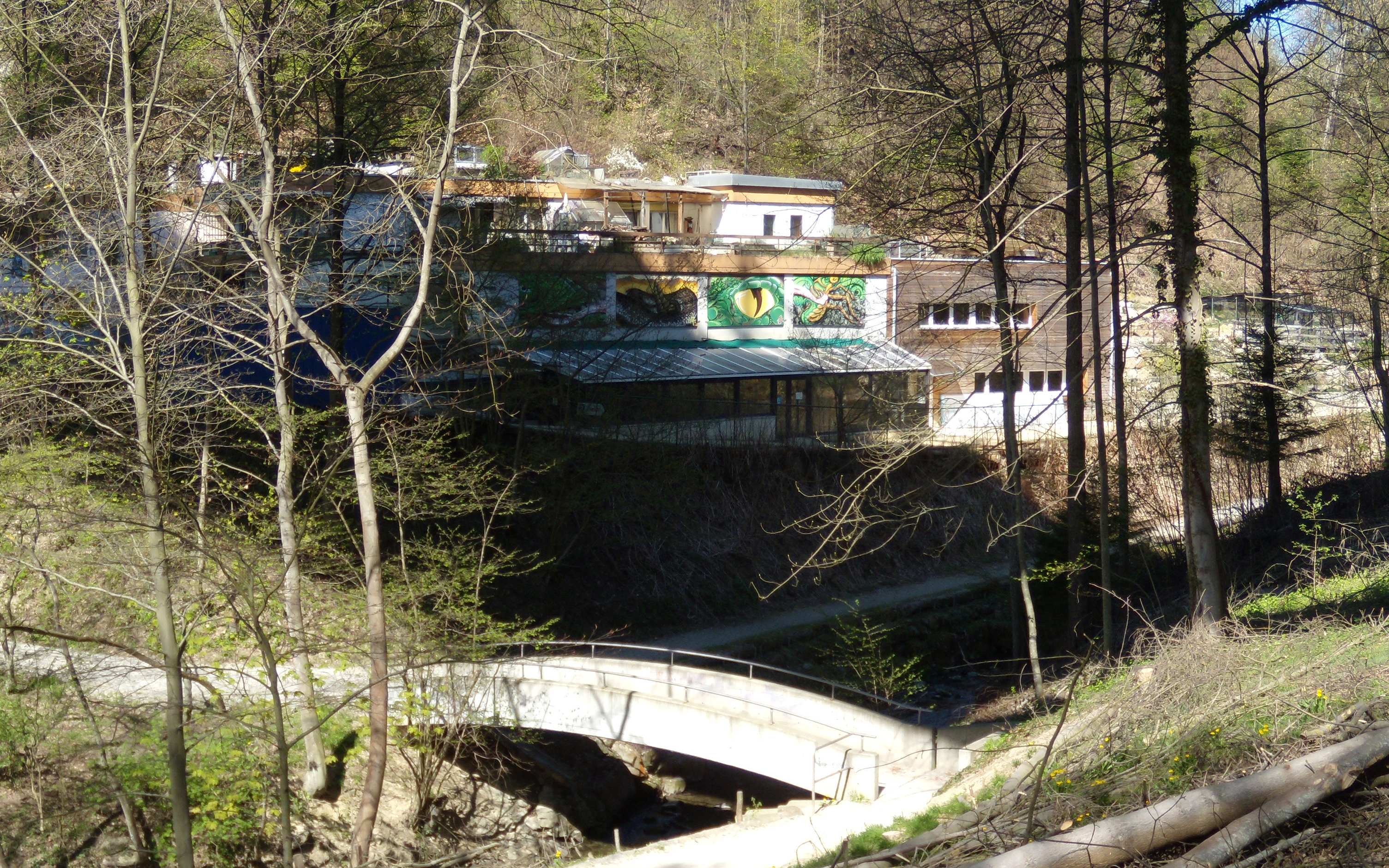
Das ehemalige Vivarium Lausanne im Tal des Flon

Direkt unter dem Flonviadukt steht neben dem Fluss im Quartier Sauvabelin das Gebäude des ehemaligen Vivariums Lausanne. Die 1959 gegründete Institution zeigte von 1970 bis 2015 im Bauwerk im Flontal einen grossen Bestand lebender Reptilien, Amphibien und Spinnen; 2017 löste der Wissenschaftspark Aquatis im benachbarten Quartier Vennes das Vivarium ab. Unterhalb des Vivariums folgt der Wanderweg Chemin des cascades dem Flon und bietet die Sicht auf mehrere Wasserfälle im Tal, das ein Naherholungsgebiet in der Nähe des Stadtzentrums ist.

### Im Stadtzentrum
Einen Kilometer weiter unten ändern sich die Verhältnisse im Flussgebiet schlagartig. Nach dem ersten Teil des weitgehend natürlichen Flusslaufs erreicht der Flon am Standort der direkt im engen Tal gebauten, 2006 eröffneten Kehrichtverbrennungsanlage (KVA) Tridel von Lausanne den dicht bebauten Siedlungsbereich. Hier läuft der Fluss in eine 1996 gebaute Wasserfassung und fliesst grösstenteils durch einen Wasserstollen zum östlichen Nachbarfluss Vuachère. Damit wird das saubere Regen- und Quellwasser von der Abwasserkanalisation in der Stadt ferngehalten und im Trennsystem separat in den Genfersee geleitet; nur bei Hochwasser läuft auch wieder eine bedeutende Wassermenge des Flon durch dessen altes Tal im Stadtzentrum ab.
Von der Stelle mit dem Einlaufbauwerk an ist der Flusslauf wegen der knappen Platzverhältnisse im Stadtzentrum und des Ausbaus der Infrastruktur auf seinem ganzen weiteren Verlauf eingedolt und als Abwasserleitung teilweise umgeleitet. Die Topografie des ursprünglichen Flusstals ist im unteren Abschnitt nach dem Bau des grossen, für den Unterhalt begehbaren Kanals stark verändert und einige Bereiche sind zugeschüttet, planiert und überbaut worden. Der Flon hat in seinem zweiten, künstlichen Flussabschnitt die Funktion eines Hauptsammelkanals der Stadtentwässerung, und sein Verlauf ist über dem Boden praktisch nicht mehr zu erkennen. Das Tunnelsystem ist nur ausnahmsweise für Besucher zugänglich.
Bei der neuen KVA liegt über dem Flonstollen noch ein unterirdischer Verladebahnhof. Durch einen langen Eisenbahntunnel unter dem Stadtzentrum werden die Abfallcontainer aus dem Kanton Waadt vom SBB-Bahnhof Sebeillon aus zur KVA geliefert, ohne dass dazu Lkw-Fahrten mitten durch die Stadt nötig wären. Ein Diensttunnel im Flontal verbindet die KVA mit dem Heizkraftwerk und Unterwerk Pierre-de-Plan der städtischen Werke Lausanne Services industriels de Lausanne. Im Gebiet der Quartiere Sallaz und Vallon Béthusy steht über dem ehemaligen, zugeschütteten Flusstal unterhalb der neuen auch die ältere, 1958 gebaute Kehrichtverbrennungsanlage von Lausanne. 2021 zeigte sich bei Untersuchungen im Flontal und in den umliegenden Quartieren eine sehr hohe Belastung der Böden mit Dioxin und anderen Schadstoffen, die in der ersten Betriebszeit der alten KVA ungefiltert mit den Abgasen in die Umwelt gelangt waren.

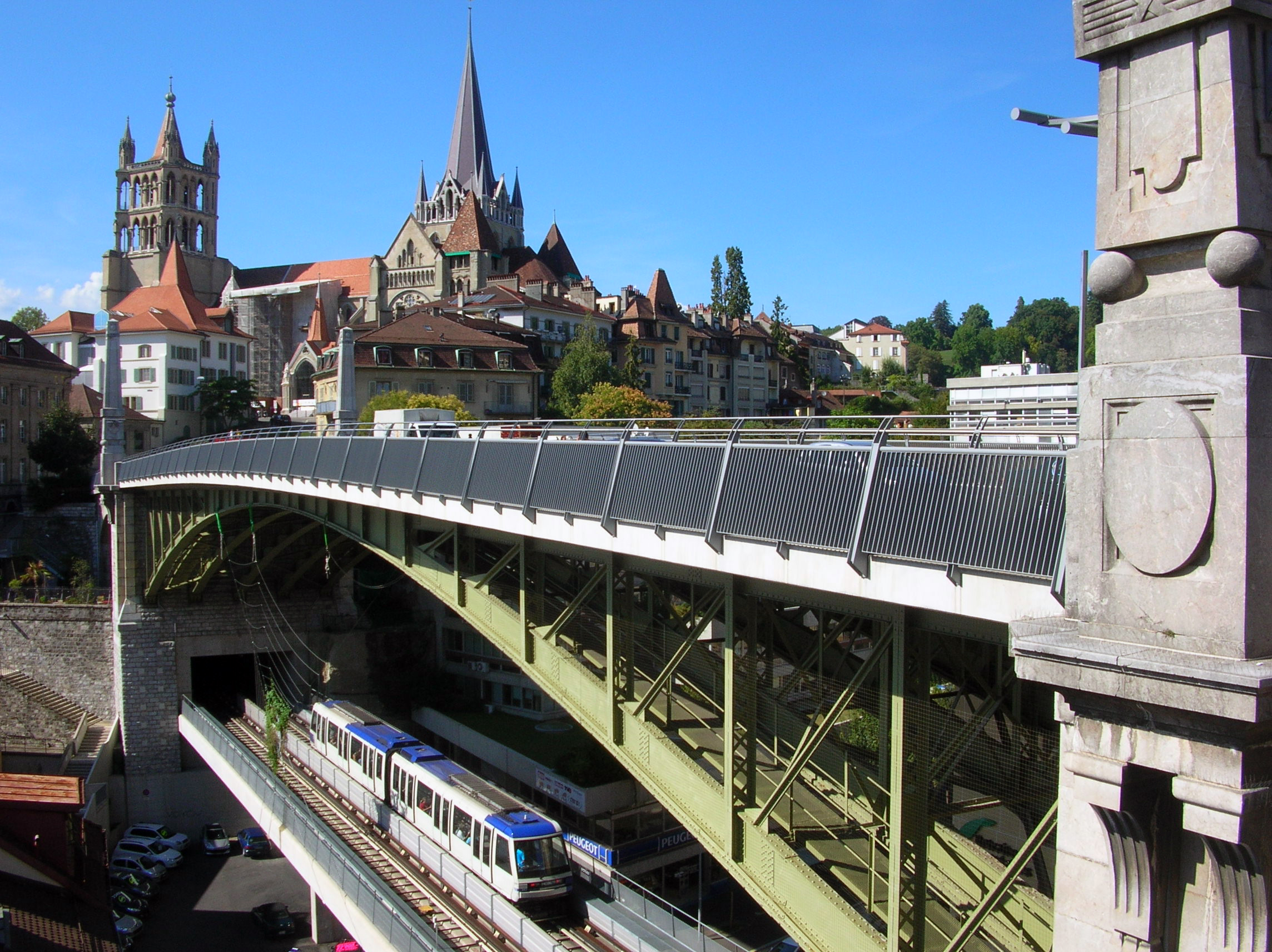
Charles-Bessières-Brücke (oben) und Saint-Martin-Brücke (unten) über dem Tal des Flon. Im Hintergrund die Kathedrale von Lausanne

Nahe bei der Kehrichtverbrennungsanlage Tridel befinden sich im zugedeckten Tal des Flon auch noch die Bibliothek von Sallaz, der Bahnhof Sallaz, Anlagen des Werkhofs der Stadt Lausanne und verschiedene Infrastruktur- und Gewerbebetriebe an der Rue de l’industrie. Seit dem 18. Jahrhundert benützten Sägewerke, Gerbereien und einige weitere Gewerbebetriebe die Wasserkraft des Flon mit Wasserrädern an offenen Kanälen.
An diesem Abschnitt des Tales schuf der englische Kunstmaler William Turner auf einer Schweizerreise im Jahr 1836 das Gemälde «Moon over Lausanne». Das Aquarell, das sich heute in der Sammlung des University of Michigan Museum of Art befindet, zeigt den damals noch unverbauten Zustand des Flontales und den Blick nach Südwesten zur Silhouette der Altstadt von Lausanne. Auf dem Genfersee im Hintergrund und auch auf dem Flon am unteren Bildrand spiegelt sich das fahle Licht des Mondes, während das Tal zu Füssen des Malers im dunklen Schatten liegt. Für das Bild wählte der Maler seinen Standort über dem hohen Bord des Tales beim heutigen Weg Chemin des Falaises. Wo Turner im Tal noch den offenen Fluss mit den Wasserfällen sah, liegt heute die Strasse Rue de l’Industrie.

Blick vom Moränenhügel Montbenon gegen Osten in das Tal des Flon und zum Stadtzentrum von Lausanne. Aquarell von Friedrich Wilhelm Moritz, 1825 (Schweizerische Nationalbibliothek)

Unterhalb des Bergvorsprungs mit dem Park der Fondation de l’Hermitage erreicht der unterirdische Bachkanal das Quartier Centre. Das Tal des Flon trennt hier den Hügel Cité mit dem ältesten Stadtzentrum von Lausanne im Westen und die Hochebene Béthusy, wo das Universitätsspital Centre hospitalier universitaire vaudois steht, im Osten. Östlich des Barre-Tunnels quert die Schweizer Hauptstrasse 1 Richtung Bern die Achse des Flusses und südöstlich der Kathedrale von Lausanne überqueren die Hochbrücke Pont Charles-Bessières von 1910 und genau darunter die Brücke Pont Saint-Martin der Metrolinie 2 das Tal, in welchem hier direkt über dem eingedolten Fluss die Hauptstrasse Rue Saint-Martin/Rue Centrale verläuft. Im Süden wird der Fluss durch eine Seitenmoräne des eiszeitlichen Rhonegletschers am direkten Abfluss zum Genfersee gehindert; er muss auf der Aussenseite der Moräne, auf welcher die Quartiere Montbenon, Tivoli und Montoie liegen, etwa zwei Kilometer gegen Westen ausweichen. Dort mündet von rechts der vierte Seitenfluss Galicien, der heute grösstenteils eingedolt ist, in den Flon.

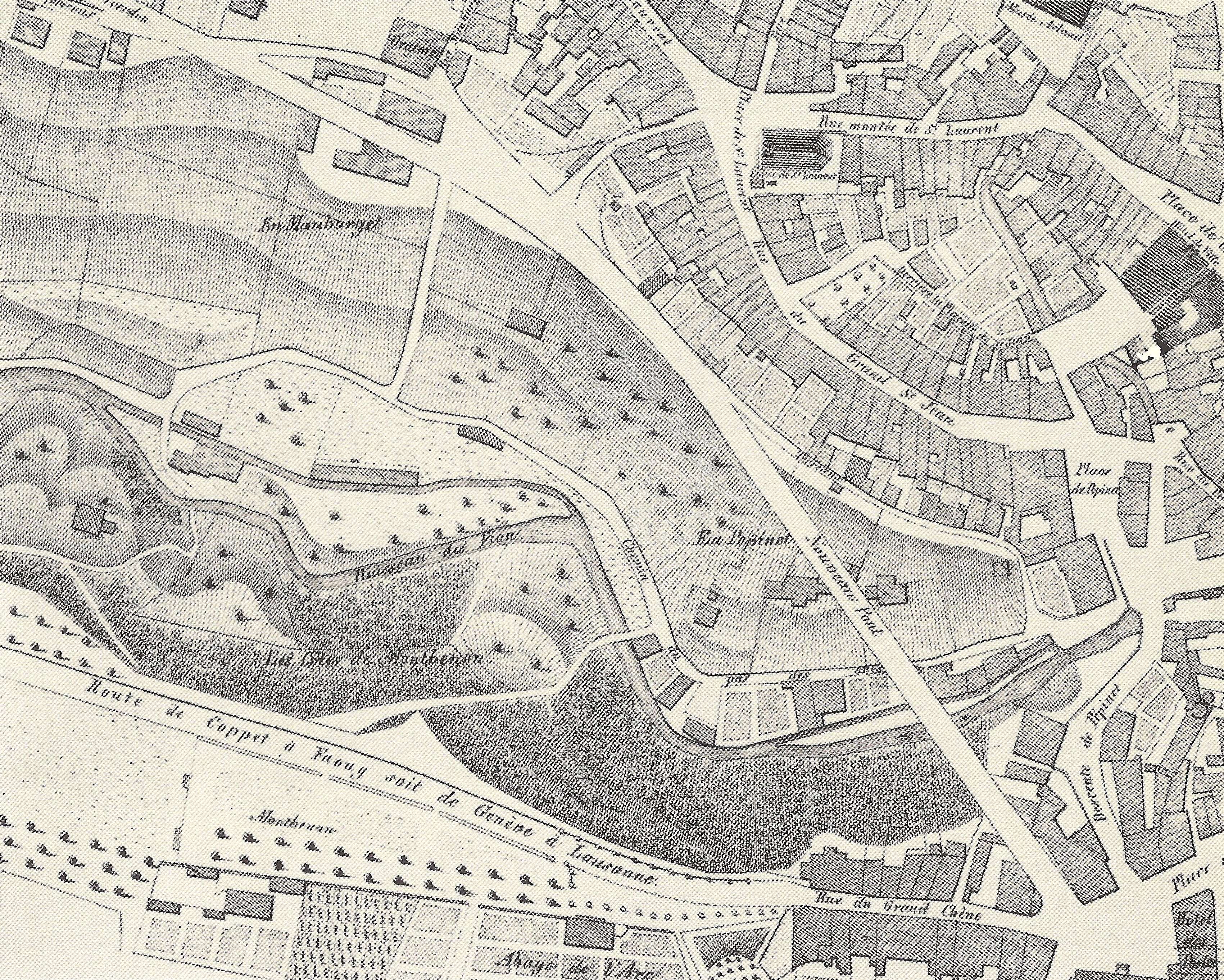
Tal des Flon im Stadtzentrum um 1853

### Das Stadtquartier «Flon»
Die Hauptstrasse 9 überquert das Tal auf dem langen Viadukt Rue du Grand-Pont östlich der Metrostation Lausanne-Flon. In dieser Tunnelstation hat die Lausanne–Echallens–Bercher-Bahn ihren Ausgangspunkt.
Das umliegende Stadtquartier Flon mit den grossen Freiräumen Place centrale, Place de l’Europe und Espalande du Flon entstand nach der umfassenden Sanierung des städtischen Gewässernetzes im 19. Jahrhundert. Seit 1812 liess die Stadtverwaltung den unteren Abschnitt des dritten Nebenflusses Louve (auch Le Petit Flon genannt), der südwestlich des Hügels der Cité den Flon erreichte, überwölben und schuf so bis 1840 die Fläche des grossen Stadtplatzes Place de la Riponne. Die schwere Choleraepidemie im Jahr 1932 veranlasste die Stadt dazu, die Unrat- und Abwasserentsorgung besser zu planen. 1873 begann auch der Bau eines Gewölbes über dem Flon. Die Flüsse sammelten weiterhin nicht nur das Regenwasser, sondern auch das anfallende Abwasser und viele Gewerbe- und Haushaltsabfälle in der Stadt und führten sie direkt beim Flussdelta des Flon in den Genfersee.

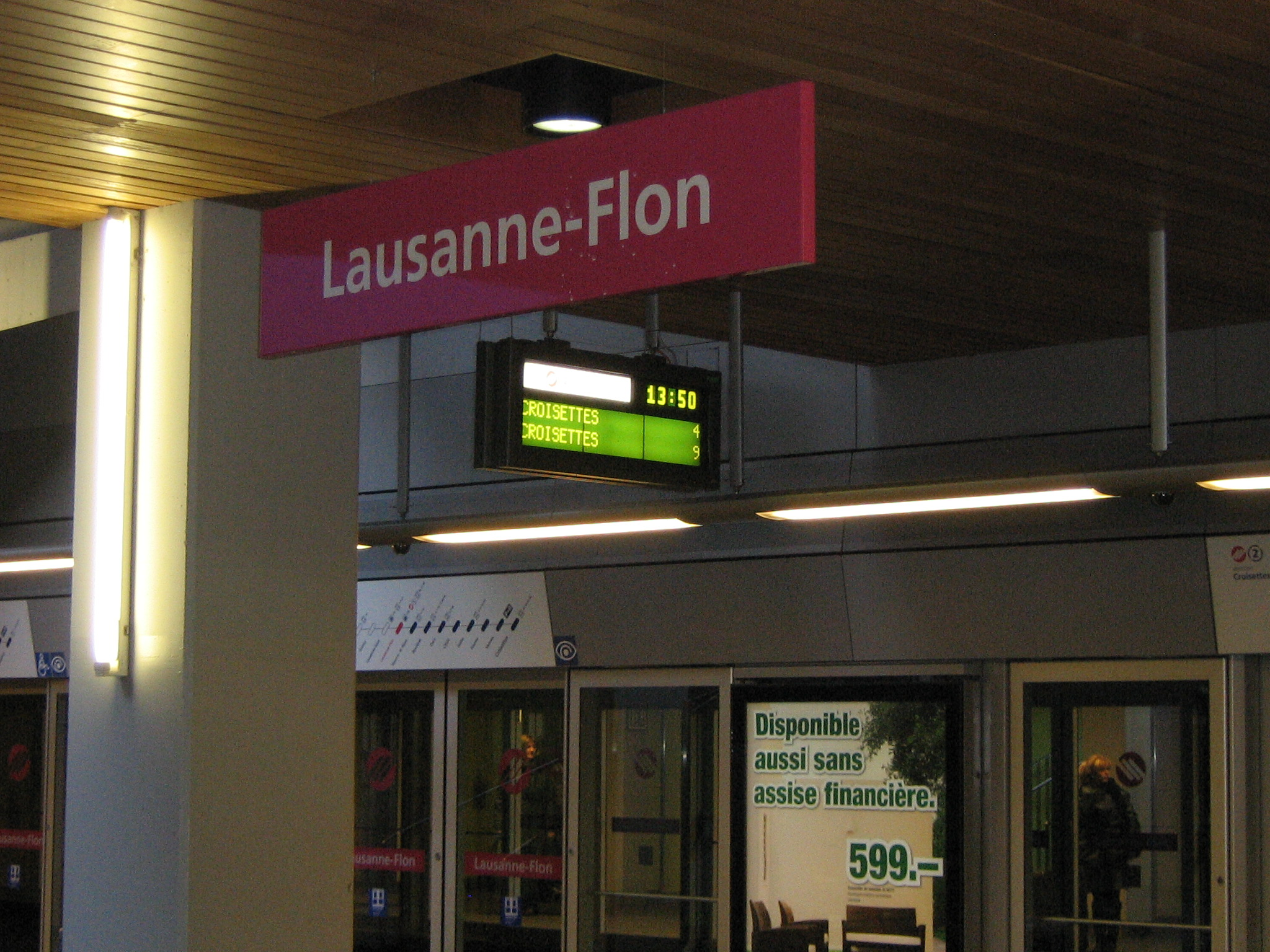
Metrostation Lausanne-Flon

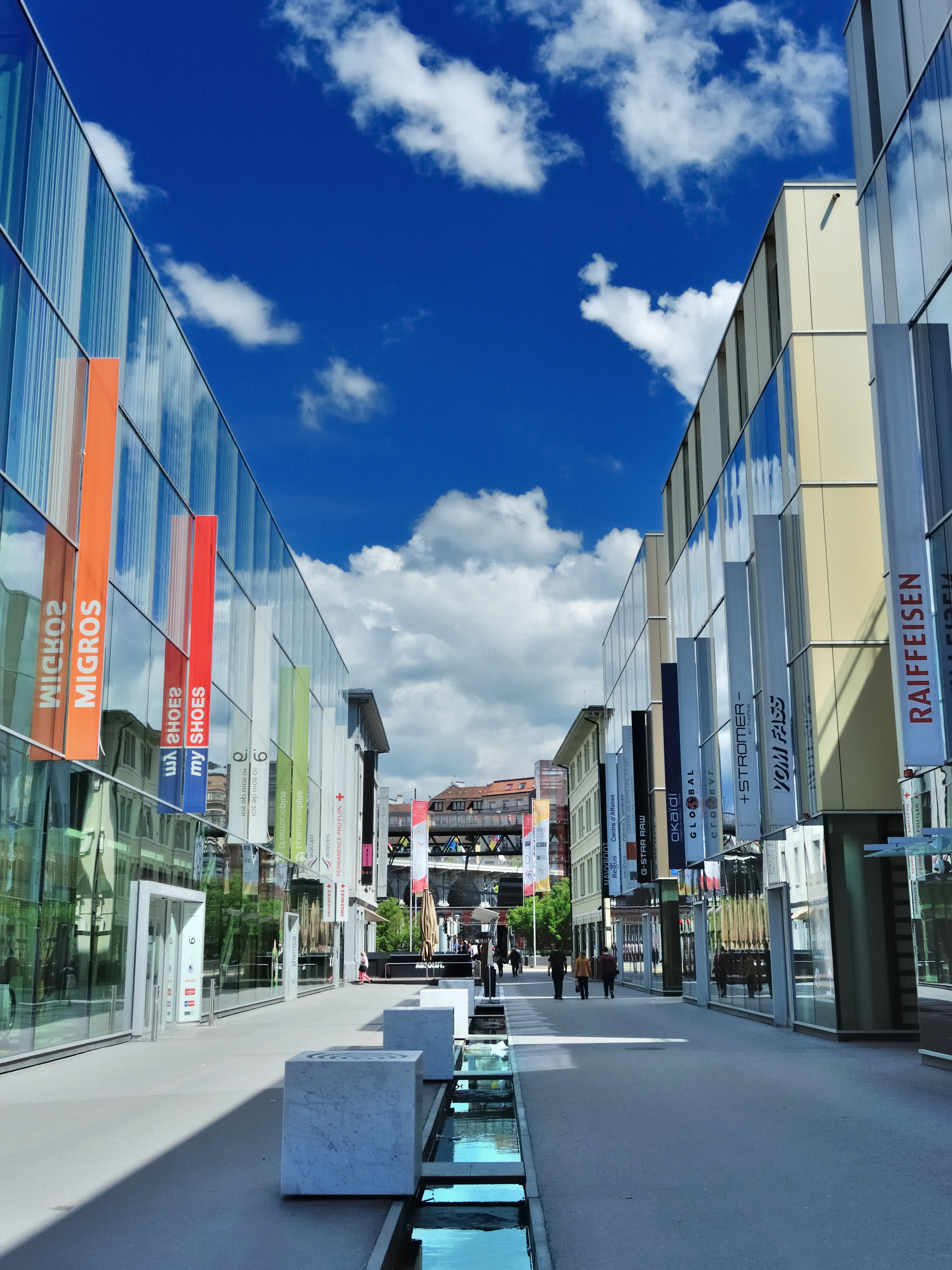
Die künstlerisch gestaltete Fontaine du Flon im neuen Stadtquartier imitiert den alten Stadtbach.

1874 erwarb das neu gegründete Industrieunternehmen Compagnie du Chemin de fer Lausanne-Ouchy et des Eaux de Bret die Nutzungsrechte am Boden im Flontal unterhalb des Stadtzentrums. Sie baute bis 1877 die Standseilbahn Lausanne-Ouchy von der Stadt zum 1856 eröffneten Bahnhof der Compagnie de l’Ouest Suisse und zur Schiffsanlegestelle bei Ouchy am Genfersee. Die Standseilbahn war die erste Verkehrsanlage dieser Art in der Schweiz und bildete ein frühes und wichtiges Element des öffentlichen Nahverkehrs von Lausanne. Die Betreibergesellschaft erschloss dafür eine neue Energiequelle: Das Wasser aus dem Fluss Grenet, das dank einer vom Grossen Rat des Kantons Waadt gewährten Konzession abgeleitet werden konnte, und aus dem Wasserspeicher Lac de Bret bei Puidoux floss durch eine zehn Kilometer lange Rohrleitung zum Ausgleichsbecken nahe beim Flontal in Chailly bei Lausanne und von dort über eine Druckleitung zum Maschinenhaus mit zwei Girard-Turbinen, welche die mechanische Kraft zum Antrieb der Seilbahnkabel lieferten. Das frühe Wasserkraftwerk entstand in der Zeit kurz vor dem Auftreten der hydroelektrischen Kraftübertragung. Seit dem Bau dieser Anlage floss also vom Grenet, der ein indirekter Nebenfluss der Aare ist, auch etwas Wasser aus dem Einzugsgebiet des Rheins dem Flon zu. Das Wasser aus dem Lac de Bret lieferte zudem die Energie für mehrere Gewerbebetriebe in der Stadt und diente ausserdem noch mehreren technischen Einrichtungen im Bahnhof Lausanne. Wegen des Druckausgleichs im Leitungsnetz installierte das Unternehmen eine Fontäne auf dem Riponneplatz, die eine Höhe von bis zu 40 Meter erreichte und einige Jahre vor dem Jet d’eau in Genf in Betrieb genommen wurde. Das Abwasser aus dem Springbrunnen floss über den Louvekanal zum Flon. Seit 1957 sind die Stadtwerke von Lausanne im Besitz des Lac de Bret und der Wasserleitung in die Stadt.

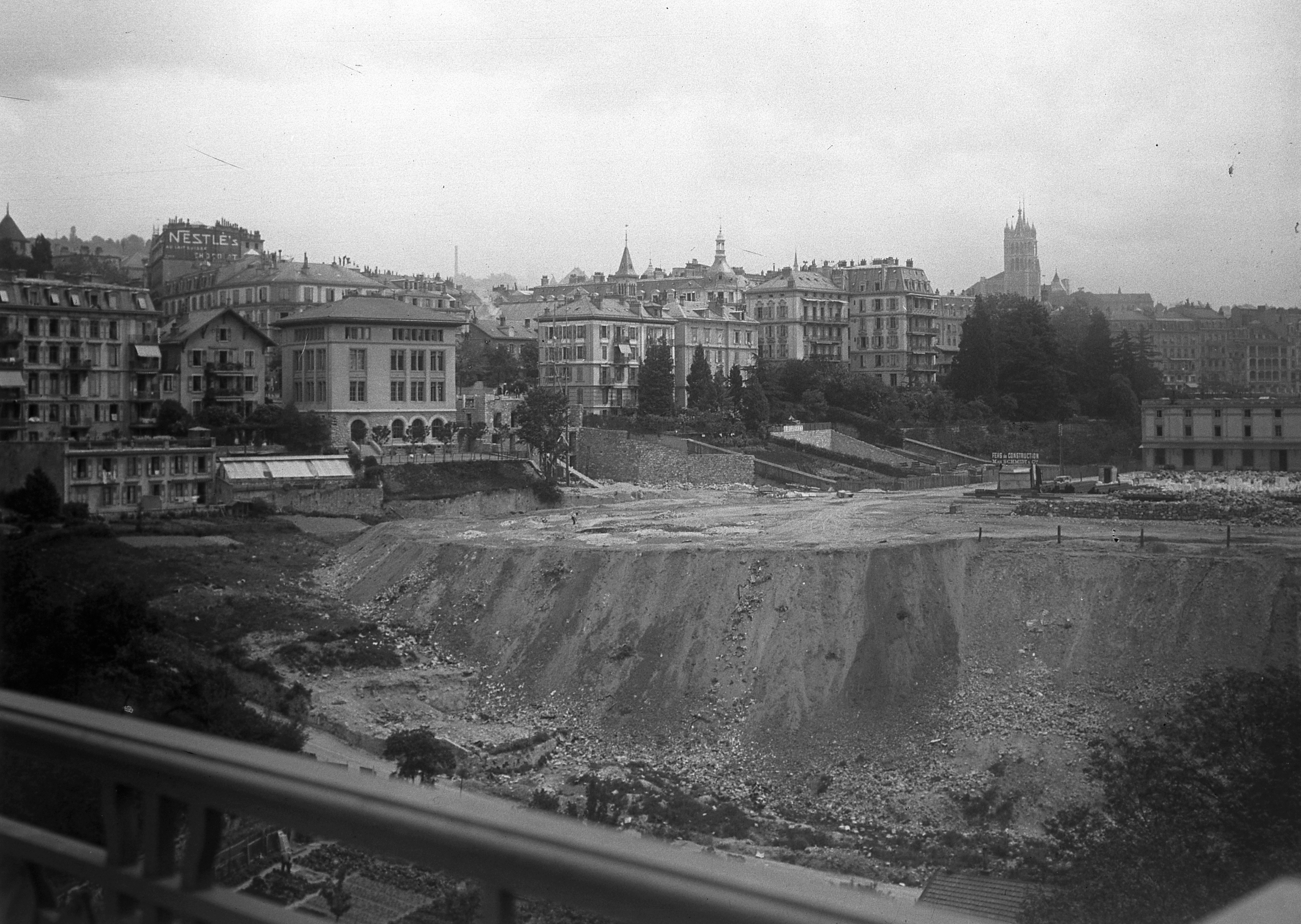
Auffüllung des Flontales, Zustand um 1920

Mit dem Material vom Ausbruch des Seilbahntunnels konnte man das Flontal über dem zugedeckten Fluss ausfüllen und planieren. Auf einem Teil der so gewonnenen Fläche im Gebiet der Quartiere Centre und Malley errichtete die Compagnie du Chemin de fer Lausanne-Ouchy et des Eaux de Bret einen neuen privaten Güterbahnhof. Im 20. Jahrhundert wurde auch der weitere Unterlauf des Flon bis zum See etappenweise zugedeckt und das Flussgebiet mit Strassen erschlossen und überbaut. In der zweiten Hälfte des Jahrhunderts legte die Betreiberfirma den alten Güterbahnhof still und die dazugehörenden Logistikfirmen verliessen das Stadtzentrum. Nur der westlich davon liegende SBB-Güterbahnhof Lausanne-Sébeillon an der Simplonstrecke, die den offenen Flon seit 1856 auf einem Bahndamm überquerte, blieb in Betrieb. Seither entwickelten sich auf der Industriebrache im ehemaligen Flusstal die Quartiere Flon, Malley und Sébeillon als ein gemischter Stadtteil mit Kulturateliers, Geschäfts-, Wohn- und Schulhäusern. Die Hauptstrasse 1 Richtung Genf durchquert auch an dieser Stelle das Gebiet des Flon und die lange Chauderon-Brücke verbindet die Quartiere Montbenon und Chauderon beidseits des Tales.

### Unterlauf und Flussdelta
Der Fluss hatte früher seinen Weg aus dem alten, von der Seitenmoräne des Rhonegletschers gebildeten Tal in einem Einschnitt westlich des Hügels Montoie genommen. Der ehemalige Flurname La Cascade an dieser Stelle, der auf älteren Landeskarten bei der Mündung des Galicien in den Flon noch vorkommt, deutet darauf hin, dass der Fluss hier ein grösseres Gefälle aufwies. Das Tal liegt zwischen dem grossen Stadtfriedhof Bois-de-Vaux und dem Friedhof Montoie. Es öffnet sich nach einem steilen Abschnitt zum nach der letzten Eiszeit vom Fluss geschaffenen Flussdelta am Genfersee. In der Gegend von Vidy auf der Deltaebene lag in der antiken Zeit der römische Vicus Lousonna, von welchem noch viele Überreste im Stadtpark am See und im Römischen Museum Lausanne-Vidy zu sehen sind. Die römische Strasse von Italien nach Gallien, die in der Strassenkarte Tabula Peutingeriana dem Lacum Losonne (Genfersee) entlangführt, überquerte den Flon beim römischen Vicus jedenfalls auf einer oder möglicherweise sogar auf zwei Brücken, von denen jedoch keine Spuren bekannt sind. Ein kleiner Aquädukt leitete Wasser aus dem Flon zu den Häusern.

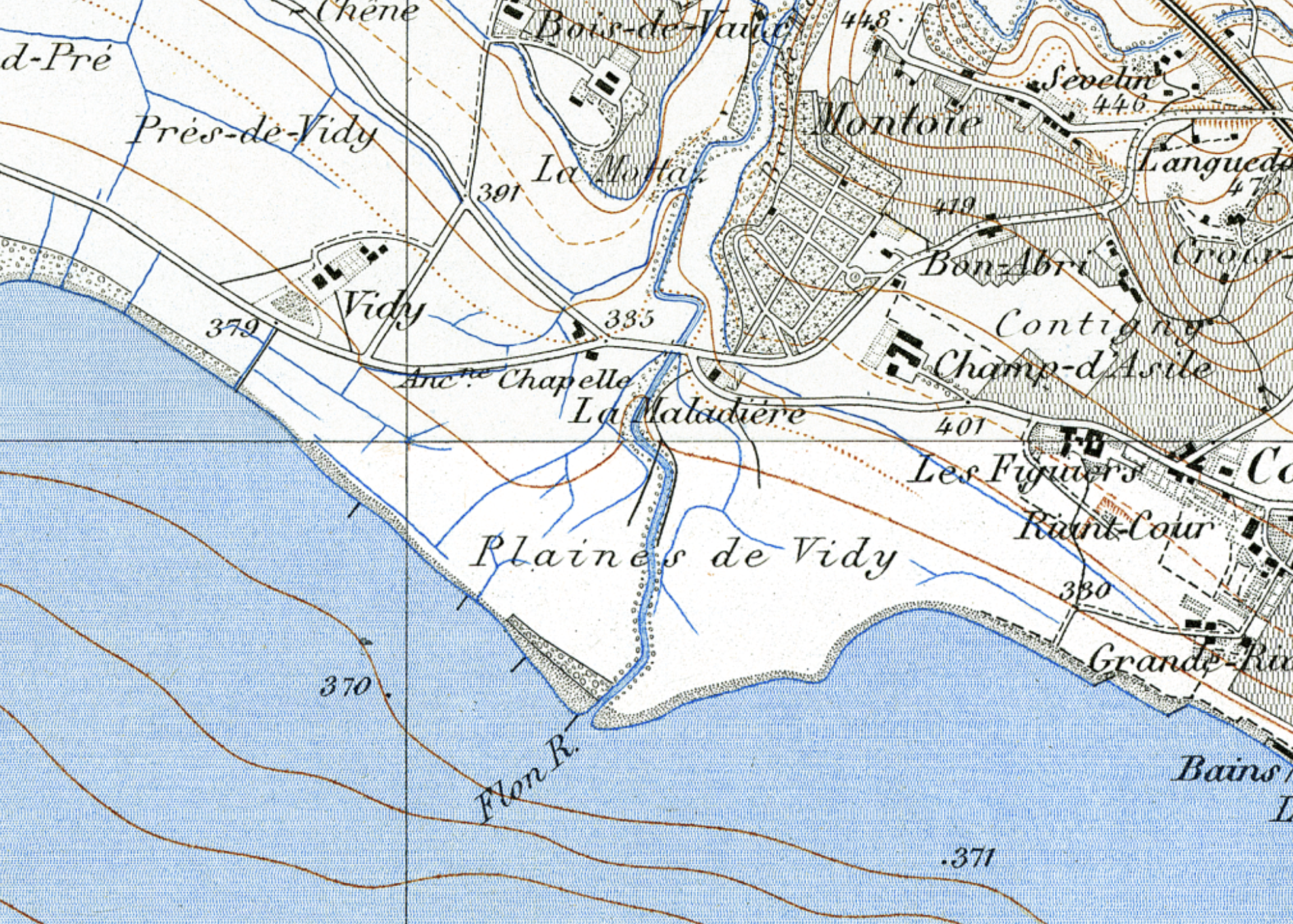
Mündung des Flon in den Genfersee, um 1900 (Ausschnitt aus der Siegfriedkarte)

Der römische Vicus Lousonna am Genfersee wurde etwa im 4. Jahrhundert aufgegeben. Danach bestand die neue Siedlung mit dem gleichen Namen auf dem besser geschützten Felsen weiter oben zwischen dem Flon und dem Petit Flon. Das Land am Flussdelta wurde erst viel später wieder urbarisirt. Zu den Weiden und Rebbergen führten auf beiden Seiten des Flon Bewässerungskanäle, die noch im 20. Jahrhundert vorhanden waren, bis das Gebiet nach und nach der Landwirtschaft entzogen und überbaut wurde.
Seit dem Mittelalter überspannte am oberen Rand des Deltas wieder eine Brücke der Genferseestrasse den Fluss. Das Bauwerk und die Strasse sind in einem Katasterplan des 18. Jahrhunderts eingetragen. Die Hauptroute heisst dort Chemin de Morges à Vevey und auf der Ostseite der Brücke zweigt davon der Weg in die Stadt auf dem Hügel, der Chemin de Morges à Lausanne, ab. Bei der Flonbrücke stand seit der Mitte des 15. Jahrhunderts ein Sondersiechenhaus, von dessen Name Maladière die Umgebung und eine Quartierstrasse ihre Bezeichnungen haben. 1638 liess der Stadtrat den Betrieb des Krankenhauses schliessen und das Gebäude kurz danach abbrechen. Nur die dazu gehörende Chapelle de la Maladière blieb erhalten. Sie ist im erwähnten Katasterplan westlich der Flonbrücke ebenfalls eingetragen, und sie steht noch heute in der Nähe des weiten Strassenkreisels, des grössten seiner Art in der Westschweiz, an der Autobahnausfahrt Lausanne-Maladière. Die Kapelle, ein geschütztes Kulturdenkmal, zeigt noch den ehemaligen Verlauf des Flon in dieser Zone und die Lage der ehemaligen Brücke an. Etwas weiter im Westen lag seit dem Ancien Regime der Galgen von Lausanne, wo 1723 der Freiheitskämpfer Major Davel den Tod fand. Der letzte Hinrichtung an dieser Stelle fand 1868 statt.

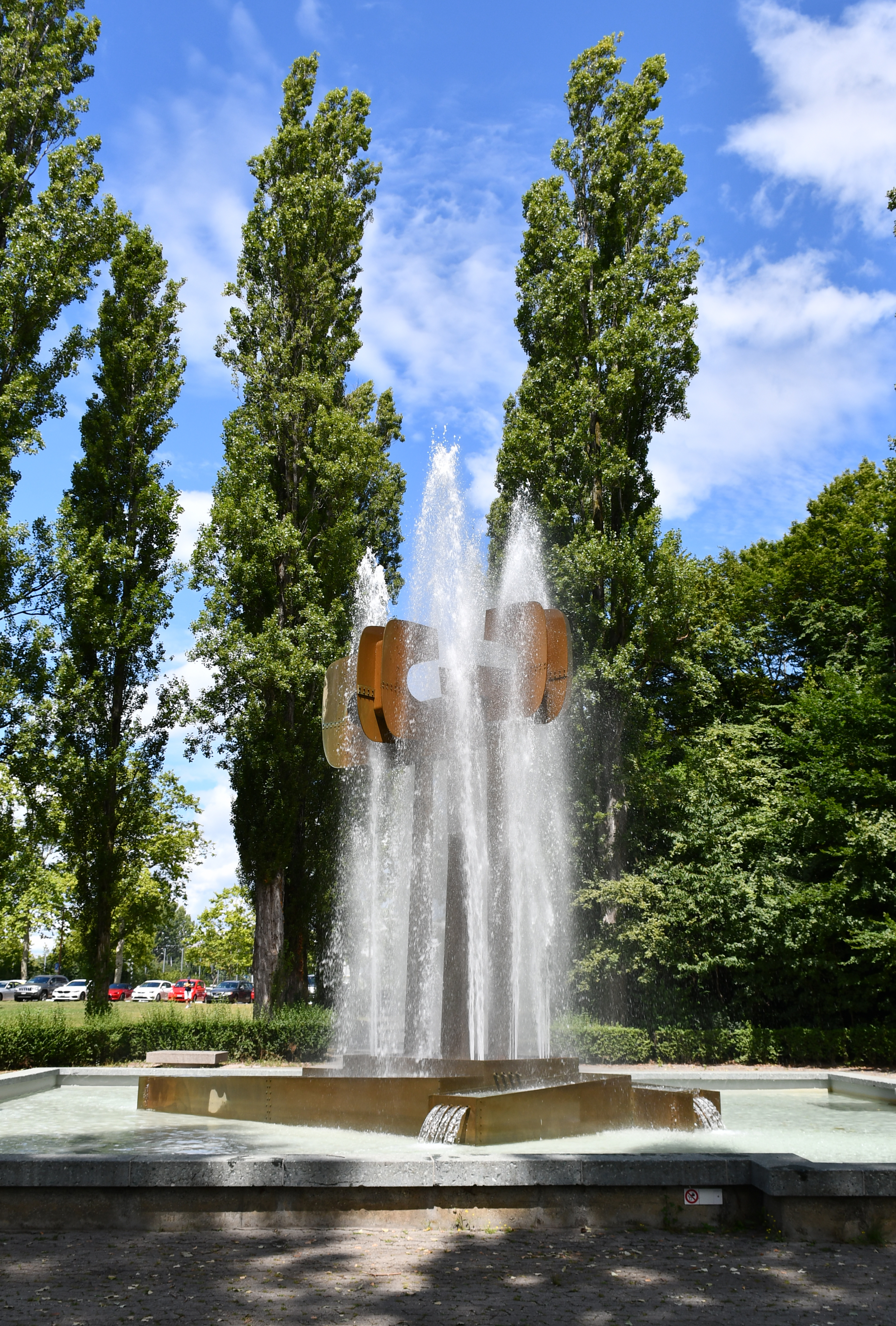
Der Brunnen Fontaine à la gloire de l’eau («Brunnen zur Ehre des Wassers») des Bildhauers Hansjörg Gisiger entstand im Deltagebiet des Flon für die Landesausstellung Expo 64.

Die Uferlandschaft des ehemaligen Flussdeltas, wo das 1922 angelegte Leichtathletikstadion Stade Pierre de Coubertin liegt, erhielt im Hinblick auf die Landesausstellung 1964 eine völlig neue Gestalt. Bis 1956 wurde auch dieser letzte Abschnitt des Flon zugedeckt, das weiträumige Anschlussbauwerk an die neu gebaute Autobahn Lausanne-Genf liegt über dem alten Flusslauf, und die grosse Fläche diente 1964 als Ausstellungsbereich mit der Vallée de la jeunesse auf der Zone des ehemaligen Flussbettes. Heute befinden sich im Bereich der ehemaligen Flussmündung in einer Parklandschaft neben dem Pierre-de-Coubertin-Stadion noch mehrere andere Sportanlagen wie das Juan-Antonio-Samaranch-Stadion und der Yachthafen Port de Vidy sowie in der Nähe der Gebäudekomplex Maison du Sport International.
Am ehemaligen Flussdelta mündet heute der neue Ableitungskanal für das saubere Wasser aus dem Oberlauf der Louve in den Genfersee. Der unterirdische Flonkanal erreicht diesen hingegen nicht mehr direkt. Als das Internationale Olympische Komitee in Lausanne seinen Sitz einrichtete und die Umgebung des Flusses eine Naherholungszone am See wurde, empfand man das stark verunreinigte Wasser des Flon zunehmend als störend. Das Abwasser belastete auch die Wasserqualität im See und vom Fluss transportierte Abfälle wurden an den umliegenden Stränden angeschwemmt. 1926 gewährte der Gemeinderat von Lausanne einen Kredit für die effektivere Einleitung des verschmutzten Flonwassers in den See. Oberhalb des Deltas baute man bei der Maladière-Brücke zwei Wasserfassungen, von wo aus Druckleitungen das Wasser des Flon in den See einführten; dort trat das verschmutzte Wasser in 10,4 Meter Tiefe unter dem Seespiegel aus und wurde von den tieferen Wasserströmungen im See verteilt. Das Volumen des Abwassers aus der wachsenden Stadt und ihren Vororten nahm stetig zu und war mit der Zeit viel grösser als die natürliche Wasserführung des Flon. Die Wasserversorgung Lausanne bezieht das Trinkwasser von einigen Grundwasserpumpwerken im Hügelgebiet über der Stadt sowie aus vier eigenen Wasserwerken, die alle ausserhalb des Flussgebiets des Flon liegen; es sind dies neben dem Wasserwerk am Lac de Bret noch die Aufbereitungsanlagen in Saint-Sulpice, Lutry und Sonzier bei Montreux.
1938 begannen Planungen für eine andere Art der Abwasserbeseitigung in Vidy. Die 1962 gegründete Commission internationale pour la protection des eaux du Léman setzte sich für den Schutz des Seewassers ein. Im Vorfeld der Landesausstellung 1964 sah sich die Stadt Lausanne dazu gezwungen, eine leistungsfähige Abwasserreinigungsanlage zu errichten. Der umgeleitete Flonkanal führt das Abwasser zur neuen, noch im Jahr 1964 eingeweihten Anlage bei Vidy im Quartier Montoie/Bourdonnette. Sie liegt neben dem neuen Hauptsitz des IOC und 200 Meter vom Seeufer entfernt. Das aufbereitete Abwasser aus dem Klärwerk Vidy wird zwei Kilometer westlich der ehemaligen Flussmündung in den Genfersee geleitet. Die Mündungshöhe des Flon schwankte früher wegen des nivalen Abflussregimes der Rhone und ihrer alpinen Nebenflüsse und der Uferstreifen des Flussdeltas war daher der Erosion stark ausgesetzt. Seit dem Bau des Wasserkraftwerks La Coulouvrenière in Genf 1886 wird der Seespiegel reguliert und konstant auf dem Pegelstand von 372 m. ü. M. gehalten. 1995 übernahm das neue Kraftwerk Seujet diese Funktion. Am stets gleich hohen See entstanden am Flondelta so wie auch in den andern Ufergebieten von Lausanne im 20. Jahrhundert schöne Uferpromenaden und Seeparks, Badestrände, Sportanlagen und Häfen.